# Pietro Pintor
Pour les articles homonymes, voir Pintor.
Pietro Pintòr (Cagliari, 20 mai 1880 - Cartosio, 7 décembre 1940) était un général italien, qui s'est particulièrement distingué comme officier d'artillerie au cours de la Première Guerre mondiale, où il a été décoré de la croix de chevalier puis de celle d'officier de l'Ordre militaire de Savoie, et d'une médaille d'argent de la valeur militaire. Pendant la guerre d'Éthiopie, il est commandant du corps d'armée L.B. et, entre avril 1937 et octobre 1938, du XXIe corps d'armée, tous deux stationnés en Libye. Lorsque le royaume d'Italie entre en guerre le 10 juin 1940, il prend le commandement de la 1re armée engagée sur le front alpin. Après l'armistice de Villa Incisa, il assume la présidence de la Commission italienne d'armistice avec la France (Commissione Italiana d'Armistizio con la Francia - CIAF). Il était le frère du bibliothécaire du Sénat Fortunato Pintor et du gouverneur de la Cyrénaïque Luigi Pintor et l'oncle des journalistes antifascistes Giaime et Luigi Pintor.

## Biographie
Il est né à Cagliari le 20 mai 1880, fils de Giacomo, médecin en chef de l'hôpital civil, et d'Antonietta Leo. Il s'engage comme volontaire dans l'Armée royale (Regio Esercito) à l'âge de dix-huit ans, et est nommé sous-lieutenant (sottotenente) d'artillerie l'année suivante. Il participe aux premiers stades de la Première Guerre mondiale en tant qu'officier d'état-major, et est promu lieutenant-colonel (tenente colonnello) en mai 1917. Après la défaite de Caporetto, le 16 novembre 1917, il devient membre de la délégation italienne au Conseil supérieur de la guerre à Versailles. Le 6 janvier 1918, il est promu colonel (colonnello) et, entre octobre et novembre de la même année, il se distingue lors de la bataille de Vittorio Veneto en commandant le 11e régiment d'artillerie. Ses talents sont récompensés par la Croix de Chevalier et plus tard par celle d'Officier de l'Ordre militaire de Savoie, une médaille d'argent de la valeur militaire  et une promotion pour mérite de guerre. Il quitte le commandement du régiment d'artillerie en janvier 1919 et, au cours de cette même année, il est nommé commandant du Bureau d'entraînement de l'armée royale (Ufficio addestramento del Regio Esercito). Entre 1921 et 1925, il est instructeur militaire du prince héritier Umberto di Savoia et, entre décembre 1925 et août 1928, il participe aux opérations de reconquête de la Libye en tant que commandant d'artillerie, affecté au quartier général de la Tripolitaine.
Le 17 août 1928, il est promu général de brigade (generale di brigata) pour mérites exceptionnels et prend le poste de directeur de l'École de guerre de l'armée, qu'il occupe jusqu'au 23 septembre 1933. Le même mois, il est nommé commandant de la 5e division d'infanterie "Cosseria". Le 12 septembre 1935, en vue du déclenchement de la guerre d'Éthiopie, il prend le commandement du tout nouveau corps d'armée L.B., qui a pour mission de protéger la colonie italienne d'une éventuelle attaque de l'Égypte et de la Tunisie. En décembre 1936, il passe à la tête du corps d'armée d'Udine, et entre avril 1937 et octobre 1938, il est commandant du XXIe corps d'armée stationné en Libye. Promu général de corps d'armée (generale di corpo d'armata) en 1936, il est élevé le 10 septembre 1938 au rang de général d'armée désigné (generale designato d'armata), qui en cas de guerre prendrait le commandement du 3e armée de mobilisation.
Lors de l'entrée en guerre du royaume d'Italie le 10 juin 1940, il prend le commandement de la 1re armée, déployée le long du secteur sud des Alpes jusqu'à la côte ligure. Les dix premiers jours de la guerre contre la France se passent sans aucune action offensive des troupes italiennes, et il la qualifie de "guerre sans hostilités". Le 20 juin, Mussolini ordonne au sous-chef d'état-major de l'armée, le général Mario Roatta, de lancer une offensive décisive sur l'ensemble du front alpin le jour suivant, mais Roatta répond que l'armée n'est "absolument pas préparée" à l'attaque. Mussolini, en réponse, modifie ses plans en demandant une offensive de grande envergure uniquement sur la section nord du front alpin.
Après la signature de l'armistice (armistice de Villa Incisa), il a assumé le 27 juin le poste de président de la Commission italienne d'armistice avec la France (Commissione Italiana d'Armistizio con la Francia - CIAF), poste qu'il a occupé jusqu'à la date de sa mort.
Le 28 juin, il préside la première réunion de la Commission d'armistice, au sein de laquelle des sous-commissions sont créées pour traiter des questions générales et des questions relatives à l'armée, à la marine et à l'aviation françaises. Bien qu'il se rende rapidement compte que la capitulation française ne sera pas suivie de celle de l'Empire britannique, il reste fidèle à la politique adoptée par Mussolini à l'égard de la France .Après le renvoi du maréchal d'Italie Pietro Badoglio du poste de chef d'état-major général en novembre, il a été brièvement envisagé pour le remplacer, mais Mussolini lui a préféré Ugo Cavallero,. En décembre, peu avant sa mort, il a émis une circulaire déclarant que les officiers de la CIAF étaient des officiers complémentaires en congé, leur permettant de porter des vêtements civils.
Le 7 décembre 1940, il décolle de Rome dans un avion Savoia-Marchetti S.79 Sparviero, en compagnie du général d'escadron aérien Aldo Pellegrini, pour rejoindre le siège de la Commission, qui se trouve à Turin. L'avion s'est écrasé, probablement en raison de mauvaises conditions météorologiques, près de Cartosio, à la frontière entre les provinces de Savone et d'Alessandria, causant la mort de l'équipage et de tous les passagers. Après sa mort à l'âge de soixante ans, l'"Istituto Superiore di Guerra" a publié en 1941 une brochure biographique de vingt-cinq pages intitulée : Il generale Pietro Pintor, 1880-1940 : Cenni biografici.

## Décorations
- Chevalier de l'ordre militaire de Savoie - 12 août 1916
 - Officier de l'ordre militaire de Savoie - 17 mai 1919
 - Commandeur de l'ordre militaire de Savoie - 16 janvier 1941
 - Médaille d'argent de la valeur militaire
- Ayant pris le commandement d'un régiment d'artillerie de campagne, dans l'imminence de la bataille, il dirigea le feu de ses batteries avec habileté et audace depuis un poste d'observation exposé et battu sur le talus du Piave. Traversant le Piave avec les unités d'infanterie jusqu'aux lignes de front afin de recueillir le plus de renseignements possible sur la situation, il s'est trouvé dans une zone fortement battue par les tirs de fusils et de mitrailleuses de l'ennemi, et bien que les quelques organes de son commandement soient réduits par la perte d'un officier blessé près de lui, il a donné, avec un calme et une sérénité exemplaires, toutes les dispositions que la situation exigeait. Piave, 28-29 octobre 1918.
- Arrêté royal du 4 janvier 1920
 - Chevalier de l'ordre de la Couronne d'Italie
- Arrêté royal du 3 juin 1916
 - Chevalier de l'ordre des Saints-Maurice-et-Lazare
 - Officier de l'ordre des Saints-Maurice-et-Lazare
- Arrêté royal du 22 juillet 1925
 - Commandeur de l'ordre des Saints-Maurice-et-Lazare
- Arrêté royal du 14 janvier 1938
 - Grand Officier de l'Ordre des Saints-Maurice-et-Lazare
- Arrêté royal du 16 janvier 1939
 - Grand Officier de l'Ordre de la Couronne d'Italie
- Arrêté royal du 16 janvier 1939

## Source
- (it) Cet article est partiellement ou en totalité issu de l’article de Wikipédia en italien intitulé « Pietro Pintor » (voir la liste des auteurs).